# باردنباخ
باردنباخ (به آلمانی: Bürdenbach) یک شهر در آلمان است که در راینلاند-فالتس واقع شده‌است.

## خصوصیات
باردنباخ ۵۲۵ نفر جمعیت دارد.